# Cangzhou Xiongshi Zuqiu Julebu
Il Cangzhou Xiongshi Zuqiu Julebu (沧州雄狮足球俱乐部S, Cāngzhōu Xióngshí Zǔqiū JūlèbùP), a volte tradotto come Cangzhou Mighty Lions Football Club e precedentemente conosciuto come Shijiazhuang Ever Bright, era una società calcistica cinese con sede a Cangzhou. La squadra giocava le sue partite allo Yutong International Sports Center e militava nella Super League, la massima divisione del campionato cinese, dopo essere stato ripescato a causa del fallimento dello Jiangsu.
Fu fondata il 4 gennaio 2011 con il nome di Xiamen Dongyuxing.
Da gennaio 2021 lo Shijiazhuang Ever Bright ha spostato la sua sede da Shijiazhuang a Cangzhou e ha cambiato il suo nome in Cangzhou Mighty Lions.

## Denominazione
- Nel 2011: Xiamen Dongyuxing Zuqiu Julebu (厦门东屿行足球俱乐部S; Xiamen Dongyuxing Football Club)
- Dal 2011 al 2012: Fujian Junhao Li Fei Ke Zuqiu Julebu (福建骏豪力菲克足球俱乐部S; Fujian Smart Hero Football Club)
- Nel 2013: Shijiazhuang Yongchang Junhao Zuqiu Julebu (石家庄永昌骏豪足球俱乐部S; Shijiazhuang Yongchang Junhao Football Club)
- Dal 2014 al 2020: Shijiazhuang Yongchang Zuqiu Julebu (石家庄永昌足球俱乐部S; Shijiazhuang Ever Bright Football Club)
- Dal 2021: Cangzhou Xiongshi Zuqiu Julebu (沧州雄狮足球俱乐部S; Cangzhou Mighty Lions Football Club)

## Storia
Il club fu fondato il 25 febbraio 2011 da Smart Hero International Trading Limited (骏豪投资有限公司), Xiamen Dongyuhang Import & Export Co., Ltd. (厦门东屿行进出口有限公司), Xiamen City HS Sheng Industrial Co., Ltd. (厦门协晟工贸有限公司) e Xiamen City Shengxin Metal Products Co., Ltd. (厦门金盛鑫金属制), 
sulla base del club amatoriale locale Xiamen Dongyuhang, che aveva raggiunto il secondo posto della Cina Amateur Football League l'anno precedente, sotto il nome di Fujian Smart Hero (福建骏豪). Per la sua stagione di debutto, il Fujian giocò nella League Two della stagione 2011. Nella sua prima stagione raggiunse la promozione nella League One del 2012 tramite i play-off, battendo il Guizhou Zhicheng 6–5 ai rigori.
Nella stagione 2012 in League One Xu Hui fu nominato allenatore e riuscì a portare il club al terzo posto del campionato. Questo portò lo Yongchang Real Estate (永昌地产集团) ad interessarsi al club e acquistò il 70% delle azioni del club, operazione ufficialmente conclusa il 18 gennaio 2013. Il club si trasferì nella capitale della provincia di Hubei, Shijiazhuang, al Centro sportivo internazionale di Yutong, cambiò poi i colori del club in blu e il nome della squadra in Shijiazhuang Yongchang Junhao  (石家庄永昌骏豪). Il 27 dicembre 2013 lo Yongchang Real Estate acquistò il restante 30% delle azioni del club e il 24 febbraio 2014 lo Shijiazhuang Yongchang Junhao FC cambiò il proprio nome in Shijiazhuang Yongchang (石家庄永昌). Nella League One del 2014 lo Shijiazhuang Yongchang vinse la promozione al massimo livello per la prima volta nella sua storia, arrivando secondo nella divisione. Il primo atto del club nella massima serie fu quello di cambiare il proprio nome in inglese nel gennaio 2015, rinominandosi Shijiazhuang Ever Bright (il nome cinese rimase ancora 石家庄永昌). 
La stagione d'esordio del club nella massima serie vide l'allenatore del club, Yasen Petrov, in grado di guidare la squadra al settimo posto in campionato e al sicuro dalla retrocessione alla fine della Super League 2015. La stagione successiva si sarebbe rivelata notevolmente più difficile e Yasen Petrov fu esonerato il 14 luglio 2016 e sostituito da Li Jinyu su base assistenziale, dopo che una serie di pessime prestazioni il club dovette lottare per salvarsi dalla retrocessione. Il club fu retrocesso alla fine della stagione del 2016 e il 7 novembre 2016 ha assunto Afshin Ghotbi come nuovo allenatore per la stagione successiva. Fortunatamente, sono rimasti in lizza per la promozione nelle stagioni successive, ma nonostante abbiano guadagnato il terzo posto nel 2017, non sono riusciti a raggiungere la promozione nei successivi due anni. 
Furono promossi di nuovo nel 2019 ma terminarono ultimi nel torneo retrocessione del 2020. Sfuggirono alla retrocessione grazie allo scioglimento di due squadre di Super League nel 2021, facendo sì che le due squadre che altrimenti sarebbero retrocesse possano rimanere in Super League per l'anno successivo. Il club è stato ribattezzato Cangzhou Mighty Lions nello stesso anno in cui la Federazione cinese decise di rimuovere i nomi delle società dai nomi delle squadre. 

## Palmarès

### Altri piazzamenti
- China League One:

Secondo posto: 2014, 2019
Terzo posto: 2012, 2017
- China League Two:

Terzo posto: 2011

## Statistiche e record

### Statistiche individuali
| Record di presenze - 194 Shao Puliang (2016-2024) - 177 Wang Peng (2014-2018, 2020, 2022-2024) - 123 Liu Xinyu (2017-2024) - 121 Yang Yun (2019-2024) - 117 Oscar Maritu (2020-2024) - 116 Zheng Kaimu (2017, 2021-2024) - 108 Matheus (2016-2020) - 105 Feng Shaoshun (2012-2019) - 99 Wang Zihao (2014-2020) - 97 Lü Jianjun (2016-2024) | Record di reti - 55 Matheus (2016-2020) - 32 Oscar Maritu (2020-2024) - 29 Muriqui (2019-2021) - 27 Jacob Mulenga (2015-2017) - 16 Liu Xinyu (2017-2024) - 14 José Kanté (2022) - 12 Deabeas Owusu-Sekyere (2022-2023) - 11 Wang Peng (2014-2018, 2020, 2022-2024) - 11 Zang Yifeng (2019-2023) - 10 Georgi Iliev (2014-2015) - 10 Adriano (2017) - 10 Alen Melunovic (2018) |

## Rosa 2022
Aggiornata al 14 gennaio 2022.
| N. |                   | Ruolo | Calciatore      |
| -- | ----------------- | ----- | --------------- |
| 1  | Cina (bandiera)   | P     | Zhang Zhenqiang |
| 5  | Cina (bandiera)   | D     | Yan Zihao       |
| 6  | Cina (bandiera)   | D     | Yang Yun        |
| 7  | Cina (bandiera)   | A     | Zang Yifeng     |
| 8  | Cina (bandiera)   | A     | Lin Chuangyi    |
| 11 | Cina (bandiera)   | C     | Xie Pengfei     |
| 12 | Cina (bandiera)   | C     | Luo Jing        |
| 13 | Zambia (bandiera) | D     | Stophira Sunzu  |
| 14 | Cina (bandiera)   | P     | Shao Puliang    |
| 15 | Cina (bandiera)   | C     | Abdusalam Sabit |
| 16 | Cina (bandiera)   | D     | Zheng Kaimu     |
| 17 | Cina (bandiera)   | C     | Piao Shihao     |
| 18 | Cina (bandiera)   | C     | Zheng Zhiyun    |
| 19 | Cina (bandiera)   | D     | Liao Chengjian  |
| 20 | Cina (bandiera)   | A     | Liu Xinyu       |
| 21 | Cina (bandiera)   | A     | Zhang Aokai     |

| N. |                         | Ruolo | Calciatore          |
| -- | ----------------------- | ----- | ------------------- |
| 22 | Cina (bandiera)         | C     | Guo Hao             |
| 23 | Cina (bandiera)         | A     | Yang Yiming         |
| 24 | Cina (bandiera)         | C     | Abduhamit Abdugheni |
| 26 | Cina (bandiera)         | C     | Guo Yunqi           |
| 27 | Cina (bandiera)         | A     | Ma Fuyu             |
| 28 | Senegal (bandiera)      | A     | André Senghor       |
| 29 | Cina (bandiera)         | P     | Han Feng            |
| 30 | Cina (bandiera)         | D     | Liu Yang            |
| 31 | Cina (bandiera)         | A     | Chen Zhongliu       |
| 32 | Cina (bandiera)         | A     | Zhao Xuebin         |
| 33 | Cina (bandiera)         | C     | Zhang Xiangshuo     |
| 35 | Cina (bandiera)         | C     | Hu Shengjia         |
| 37 | Cina (bandiera)         | D     | Iskandar Bughrahan  |
| 39 | RD del Congo (bandiera) | A     | Oscar Maritu        |
|    | Cina (bandiera)         | D     | Wang Peng           |
|    | Cina (bandiera)         | A     | Liu Ziming          |
|    | Cina (bandiera)         | D     | Yang Xiaotian       |

## Rosa 2021
Aggiornata al 14 agosto 2021.
| N. |                    | Ruolo | Calciatore      |
| -- | ------------------ | ----- | --------------- |
| 1  | Cina (bandiera)    | P     | Zhang Zhenqiang |
| 5  | Cina (bandiera)    | D     | Yan Zihao       |
| 6  | Cina (bandiera)    | D     | Yang Yun        |
| 7  | Cina (bandiera)    | A     | Zang Yifeng     |
| 8  | Cina (bandiera)    | A     | Lin Chuangyi    |
| 10 | Brasile (bandiera) | A     | Muriqui         |
| 11 | Cina (bandiera)    | C     | Xie Pengfei     |
| 12 | Cina (bandiera)    | C     | Luo Jing        |
| 13 | Zambia (bandiera)  | D     | Stophira Sunzu  |
| 14 | Cina (bandiera)    | P     | Shao Puliang    |
| 15 | Cina (bandiera)    | C     | Abdusalam Sabit |
| 16 | Cina (bandiera)    | D     | Zheng Kaimu     |
| 17 | Cina (bandiera)    | C     | Piao Shihao     |
| 18 | Cina (bandiera)    | C     | Zheng Zhiyun    |
| 19 | Cina (bandiera)    | D     | Liao Chengjian  |
| 20 | Cina (bandiera)    | A     | Liu Xinyu       |

| N. |                         | Ruolo | Calciatore          |
| -- | ----------------------- | ----- | ------------------- |
| 21 | Cina (bandiera)         | A     | Zhang Aokai         |
| 22 | Cina (bandiera)         | C     | Guo Hao             |
| 23 | Cina (bandiera)         | A     | Yang Yiming         |
| 24 | Cina (bandiera)         | C     | Abduhamit Abdugheni |
| 25 | Uzbekistan (bandiera)   | C     | Odil Ahmedov        |
| 26 | Cina (bandiera)         | C     | Guo Yunqi           |
| 27 | Cina (bandiera)         | A     | Ma Fuyu             |
| 28 | Senegal (bandiera)      | A     | André Senghor       |
| 29 | Cina (bandiera)         | P     | Han Feng            |
| 30 | Cina (bandiera)         | D     | Liu Yang            |
| 31 | Cina (bandiera)         | A     | Chen Zhongliu       |
| 32 | Cina (bandiera)         | A     | Zhao Xuebin         |
| 33 | Cina (bandiera)         | C     | Zhang Xiangshuo     |
| 35 | Cina (bandiera)         | C     | Hu Shengjia         |
| 37 | Cina (bandiera)         | D     | Iskandar Bughrahan  |
| 39 | RD del Congo (bandiera) | A     | Oscar Maritu        |